# 工藤萌香
工藤 萌香（くどう もえか、2003年〈平成15年〉4月14日 - ）は、日本の女優。大分県大分市出身。ブレイブエンタテインメント所属。

## 来歴
2019年4月15日、株式会社リトルワールドが主催する、いちごのPRレディ「ミスいちご」の4期メンバー「ミスいちご2020」に、応募総数4000名の中から選出され、芸能界入り。「ミスいちご2020」同期メンバーには吉橋亜理砂、上水口萌乃香、富本愛琉がいる。
2022年、初の映画出演作となる「真龍帝外伝」（市原剛監督）では、主演でアクション監督の石垣佑磨から、アクションの指導を受け、初アクションに挑み、メインキャストを務めた。共演者には、渡辺裕之、脇知宏、筒井巧、大山大介、中井杏奈、末永百合恵、牧野美千子、萩原佐代子らがいる。

## 出演

### 映画
- 真龍帝外伝（2022年劇場公開、監督：市原剛） -　萌 役[4][5]

### 舞台
- 「世界は、猫と花と鳥と、蛇のもの」（2020年3月24日 - 4月1日 / 演出：黒田勇樹 / 三栄町LIVE STAGE） - なでしこ 役[6][7]

### ミュージカル
- ガールズハイパーミュージカル「ニューヨークの魔女」（2020年9月22日 - 27日 / 演出：朝倉薫 / シアターブラッツ） - クリス 役 主演[8][9]
- ガールズハイパーミュージカル「タイラートライアングル」（2024年7月23日 - 28日 / 演出：朝倉薫 / シアターブラッツ） - アザリン 役 主演・ヒロイン[10][11]

### Webムービー
- ゆうちょPay「いつだって、はじまりになる。」（2020年3月23日 - / チーズfilm） - 女子高生 役[12][13][14]

### CM (TVCM・劇場シネアド・YouTube)
- ポケモンセンターCM「みんなのポケモンセンター」（2020年12月25日 - ） - 店員 役[15][16]

### MV
- ドラマMV「山茶花よ」（和に鏤める）（2020年7月5日 - ） - 少女A 役 主演[17][18]

## 広告

### YouTube
- ポケモンセンターCM「みんなのポケモンセンター」（2020年12月25日 - ） - 店員 役[15][16]

### Webムービー
- ゆうちょPay「いつだって、はじまりになる。」（2020年3月23日 - ） - 女子高生 役[19][14]

## 受賞歴

### ミス・コンテスト
- 2019年度
  - ミスいちご2020　グランプリ[1][2][3]